# 카이스두소드레역
카이스두소드레역(포르투갈어: Estação Ferroviária do Cais do Sodré)은 포르투갈의 리스본 타구스강(테주강) 강변에 위치한 역으로, 리스본 서쪽 휴양도시 카스카이스로 연결된 카스카이스 선의 시발점이다. 1890년 카스카이스 선 개통 당시 리스본 방향 종착역이었던 알칸타라마르 역에서 테주강 건너로 여객선이 운행하던 소드레 부두(Cais do Sodré)로 연장하며 개통하였다. 1998년 8월 18일 리스본 세계 박람회 기간 중 리스본 지하철 베르드 선 카이스두소드레 역이 개통하였다. 1925년과 1928년 사이 오늘날 사용하는 역사로 개축되었으며, 당시의 철도 현대화에 대한 혁신적 노력을 기려 2012년 11월 7일 공익기념물(포르투갈어: Monumento de Interesse Público)로 지정되었다.

## 참고 문헌
1. ↑  http://www.publico.pt/local/noticia/estacao-de-comboios-do-cais-do-sodre-classificada-monumento-de-interesse-publico-1570442